# Pandanus johorensis
Pandanus johorensis är en enhjärtbladig växtart som beskrevs av Ugolino Martelli. Pandanus johorensis ingår i släktet Pandanus och familjen Pandanaceae. Inga underarter finns listade.